# Лі (Нью-Йорк)
Лі (англ. Lee) — місто (англ. town) в США, в окрузі Онейда штату Нью-Йорк. Населення — 6171 особа (2020).

## Демографія
Згідно з переписом 2010 року, у місті мешкало 6486 осіб у 2574 домогосподарствах у складі 1867 родин. Було 2767 помешкань
Расовий склад населення:
| - 97,1 % — білих - 0,9 % — чорних або афроамериканців - 0,6 % — азіатів - 0,2 % — корінних американців |

До двох чи більше рас належало 1,1 %. Частка іспаномовних становила 1,2 % від усіх жителів.
За віковим діапазоном населення розподілялося таким чином: 22,2 % — особи молодші 18 років, 61,0 % — особи у віці 18—64 років, 16,8 % — особи у віці 65 років та старші. Медіана віку мешканця становила 44,4 року. На 100 осіб жіночої статі у місті припадало 97,7 чоловіків;  на 100 жінок у віці від 18 років та старших — 97,7 чоловіків також старших 18 років.
Середній дохід на одне домашнє господарство  становив 80 681 долар США (медіана — 66 796), а середній дохід на одну сім'ю — 89 867 доларів (медіана — 81 627). Медіана доходів становила 46 497 доларів для чоловіків та 37 377 доларів для жінок. За межею бідності перебувало 5,8 % осіб, у тому числі 7,5 % дітей у віці до 18 років та 4,5 % осіб у віці 65 років та старших.
Цивільне працевлаштоване населення становило 3315 осіб. Основні галузі зайнятості: освіта, охорона здоров'я та соціальна допомога — 27,4 %, публічна адміністрація — 12,5 %, виробництво — 9,6 %, науковці, спеціалісти, менеджери — 8,7 %.